# キルトの袖をつけた男の肖像
『キルトの袖をつけた男の肖像』（キルトのそでをつけたおとこのしょうぞう、伊: Ritratto di uomo con maniche trapuntate, 英: Portrait of a Man with Quilted Sleeves）、『青い袖の男』（英: he Man with the Blue Sleeve）、あるいは単に『男の肖像』（おとこのしょうぞう、伊: Ritratto d'uomo, 英: Portrait of a Man）は、イタリアのルネサンス期のヴェネツィア派の巨匠ティツィアーノ・ヴェチェッリオが1510年ごろに制作した肖像画である。油彩。現在はロンドンのナショナル・ギャラリーに所蔵されている 。
絵画の質の高さは常に賞賛されてきたが、モデルの男性が誰であるかについては様々に議論されてきた。長い間、詩人ルドヴィーコ・アリオストの肖像画、その後は自画像と考えられたが、2017年以降、ナショナル・ギャラリーは『ジェローラモ（？）・バルバリーゴの肖像』（Portrait of Gerolamo (?) Barbarigo）としている。後にこのポーズはアムステルダムで肖像画（またはその複製）を見たレンブラント・ファン・レインの2枚の自画像に借用された。肖像画はその後すぐにフランスを経由してイギリスに渡ったようである。1904年に目録番号 NG1944 としてナショナル・ギャラリーに収蔵され、2017年には第2展示室に展示された。

## 作品

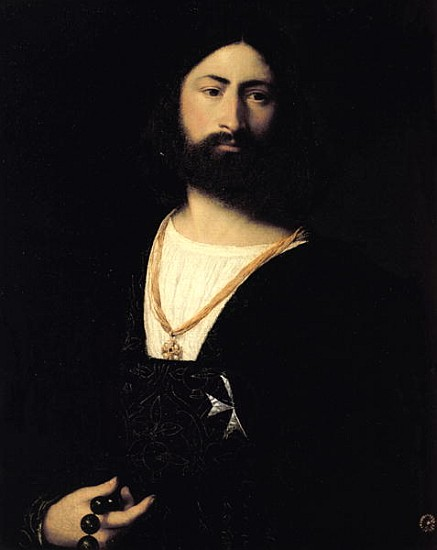
ティツィアーノの『マルタ騎士団員の肖像』。1508年ごろ。ウフィツィ美術館所蔵。

この肖像画は、当時ヴェネツィアが主導していたイタリアのルネサンス肖像画の発展における重要な時期に描かれた作品である。美術史家ジョン・スティアによれば、ティツィアーノはジョルジョーネが（おそらく肖像画を依頼した個人を描いていない）肖像画に持ち込んだ「一般化された内なる謎めいた雰囲気」を保っているが、モデルの個性と「身体的保証」を新たな迫力とリアリズムで表現している。この人物や他の人物の「熱烈な視線」は、ある程度、宗教的主題の絵画から取り入れられている。
モデルと鑑賞者の間に欄干や低い木、石の敷居、棚を置くことは、「肖像の切り取りを正当化」し、全身未満の肖像画の「最も重要な構図の問題」を解決する有効な方法として、ルネサンス初期のイタリアの肖像画によく見られる特徴である。大きな青い袖をわずかに欄干を越えて突出させることで、ティツィアーノは通常の垣根の効果を「覆し」、絵画空間を鑑賞者としての「私たちの空間」に持ち込んでいる。頭部をわずかに傾け、振り向いて眉を上げたように見えるポーズは構図の中央にあり、生き生きとしたドラマ性を加えている。「頭部と腕の深さにおける幅広い螺旋運動」は、ティツィアーノがフィレンツェにおける絵画の同時代的発展について、多少の知識があったことを示唆している。袖には鮮やかな青い絵具が施されており、「人物の影の部分と灰色の大気の背景の融合･･･これはこの絵画の最も革新的で影響力のある側面の1つである」。

### 署名
広く間隔をあけて配置された「T」と「V」の文字は、袖の両側の石の欄干に彫られているかのように見え、その周囲に三角形の点が付いている。これらは通常、ティツィアーノ・ヴェチェッリオのイニシャルと見なされているが、赤外線リフレクトグラフィーを使用した科学調査で第2の「V」が発見されたため、かつて「謎の略語 VV」が付けられていた可能性がある。これはジョルジョーネ作とされるいくつかの作品『ジュスティニアーニの肖像』（Ritratto Giustiniani）や『本を持つ紳士』（Gentiluomo con un libro）、ティツィアーノの『ラ・スキアヴォーナ』など、この時期の様々なヴェネツィア派の肖像画に見られる。その意味としては、「美徳はすべてを征服する」（virtus vincit (omnia)）など様々な道徳標語が提案されている。「VV」は通常署名と見なされないが、「TV」はティツィアーノのものである可能性がある。洗浄と修復を受ける前に、署名は後代の手で追加され、ティティアヌスと「TV」という文字が重なったモノグラムが書かれていた。他の多くの初期作品と同様に、本作品も20世紀になってもジョルジョーネの作と考えられていた。

### 制作年代
作品の帰属と制作年代は、その様式、曖昧な署名、および『ラ・スキアヴォーナ』（La Schiavona）などの他のティツィアーノ作品との比較に基づいている。制作年代はすべて1509年から1512年ごろの間に割り当てられている。エルミタージュ美術館に所蔵されている「明らかに本作品にインスピレーションを得た」絵画は1512年のものである。ニコラス・ペニーによれば、ウフィツィ美術館の『マルタ騎士団員の肖像』（Ritratto di un cavaliere di Malta）を除けば、『キルトの袖をつけた男の肖像』はおそらくティツィアーノの最も初期の肖像画である。

## 保存状態
肖像画は1949年に洗浄され、署名の後半部分が上描きされた。青い袖は保存状態が良く、顔の一部や手の周りは摩耗しており、欄干は「広範囲に修復」されている。袖の生地の糸を表す細い赤い線は現在では色あせており、表面の「窪みや凹み」の影響は、袖の残りの部分とのコントラストを低下させる「白化」によっていくらか軽減されている。科学的な画像処理により、非常に自信に満ちた下絵がわずかではあるが明らかにされた。

## モデル

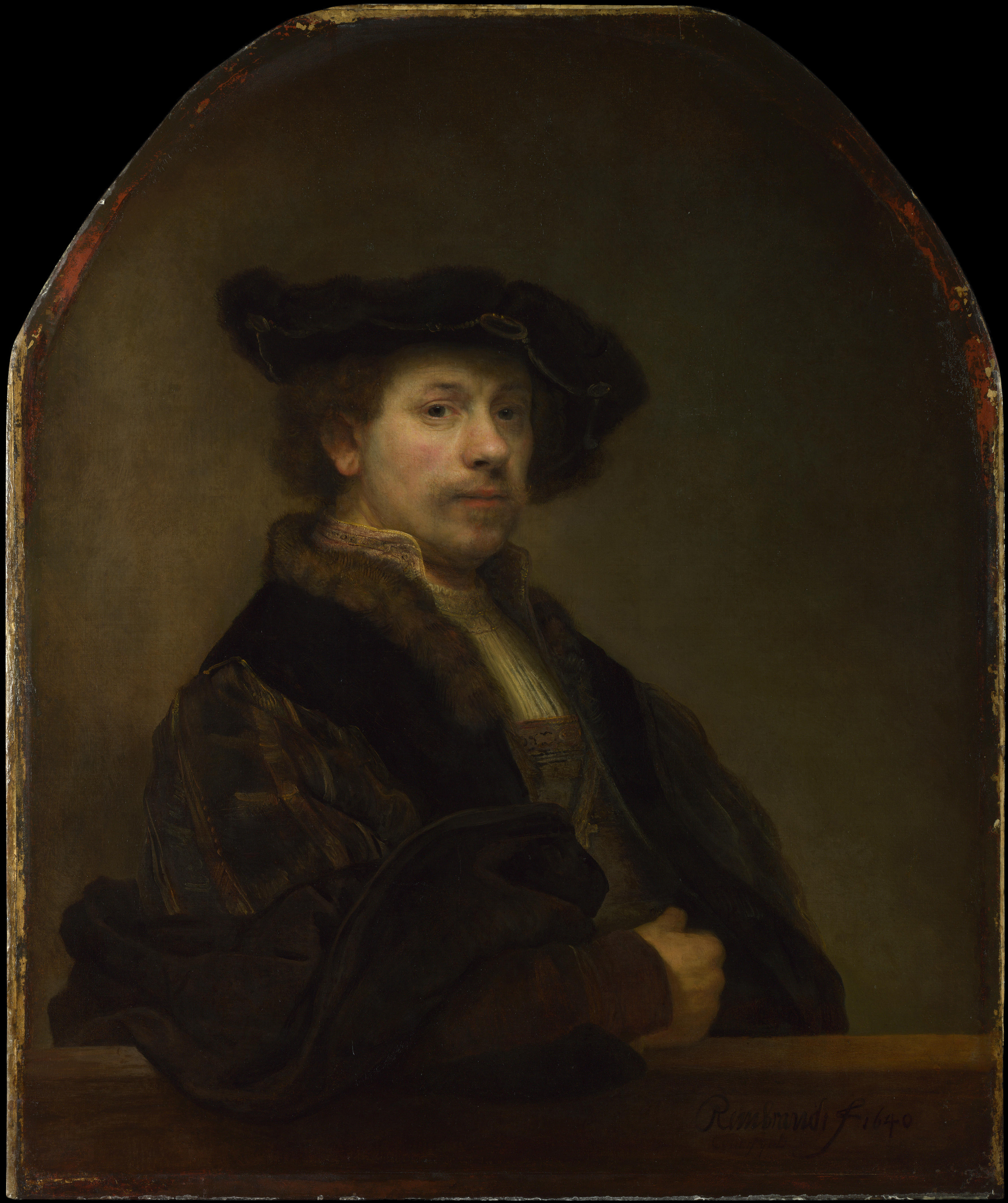
レンブラント・ファン・レインの『34歳の自画像』。1640年。ナショナル・ギャラリー所蔵。

少なくとも1630年代から19世紀後半まで、詩人アリオストの肖像画と考えられていたが、現代の研究者全員によって否定されている。1904年にナショナル・ギャラリーに収蔵されたときでさえ、同美術館所蔵のパルマ・イル・ヴェッキオの作品のような、アリオストとされる他の肖像画とは似ていないため、「暫定的に」特定されただけであった。
1895年にドイツの美術史家ジャン・ポール・リヒターによって、バルバリーゴ家の男性を描いていることが初めて示唆された。彼によると本作品はジョルジョ・ヴァザーリが『画家・彫刻家・建築家列伝』の中で「銀色のサテンのダブレットを着ていた」「彼が高く評価していた（画家の）友人である、バルバリーゴ家出身の紳士」と描写しているティツィアーノの肖像画であるという。当時のバルバリーゴ家は権力の絶頂期にあり、1485年から1501年にかけて連続して2人のドージェを輩出していた。
モデルをバルベリーゴ家の男性とすることには多少の抵抗もあった。チャールズ・ホープは『ロンドン・レビュー・オブ・ブックス』で、本作品が展示されたナショナル・ギャラリーの展覧会を振り返り、「なぜ私たちは持っていない知識を持っているかのように振る舞うのではなく、16世紀の最初の10年間のヴェネツィア派絵画について、まだあまり知らないことを認めないのか？」と問いかけ、初期ティツィアーノに関する主張はまだ推測的すぎると締めくくった。それにもかかわらず、ナショナル・ギャラリーは2017年にこの説を支持し、肖像画が描かれた1509年に30歳になっていたジェローラモ・バルベリーゴ（Gerolamo Barberigo）を一族の中で最も有力な人物として選んだ。30歳は貴族のヴェネツィア人男性が重要な政治的役割を果たす資格を得る年齢であり、おそらく肖像画を依頼するには良い時期であった。ノーサンバーランド州にある城アニック・カースルには、通常パルマ・イル・ヴェッキオの作とされる同じモデルを描いた別の肖像画があり、やはりティツィアーノが制作した可能性がある。
セシル・グールドとケネス・クラークは、この肖像画はティツィアーノの自画像ではないかと考えた。これは老年以前のティツィアーノに類似性を比較できる確かな人物像が他にないことも関係している。男性のポーズは右利きの画家が鏡に向かって自身を描くのに便利であり、当時の凸面鏡のせいで顔が少し面長になったとしたら、鑑賞者を見下しているように見えるモデルの少し傲慢な雰囲気をうまく説明することができる。彼の経歴のこの時点で、ティツィアーノは肖像画家として知られるようになり、将来の顧客に自画像を見せ、自身の技術を宣伝したかったかもしれない。

## 影響

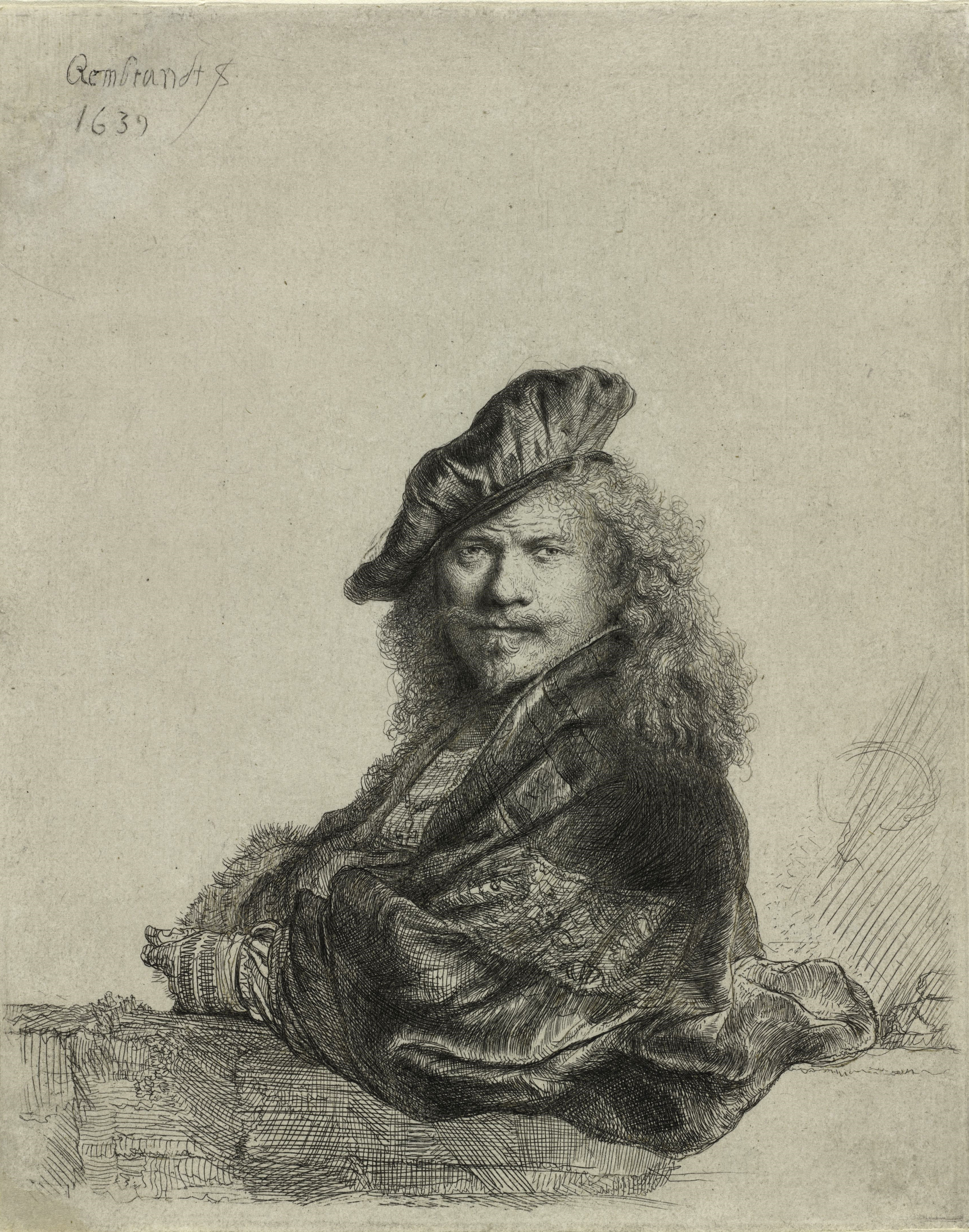
レンブラント・ファン・レインが本作品の前年に制作したエッチングによる自画像『石の手摺りにもたれる自画像』。

レンブラントはアムステルダムでこの絵を鑑賞し、翌年、34歳の時に本作品のポーズを『34歳の自画像』（Zelfportret op 34-jarige leeftijd）で模倣した。1639年のエッチングによる自画像『石の手摺りにもたれる自画像』（Zelfportret met de onderarm leunend op een stenen dorpel）もある。両作品において、レンブラントの他の多くの自画像と同様に、衣装は多くの点で同時代の衣装よりもティツィアーノの時代のものである。

## 来歴
この作品あるいはおそらくその複製は、1639年にレンブラントがこの作品を鑑賞した、アムステルダムの画商アルフォンソ・ロペス（Alfonso Lopez）のコレクションの一部であり、アリオストと記されたエングレーヴィングが制作されたと思われる。その後、1641年12月にパリで販売されたようである。この作品を賞賛し、アンソニー・ヴァン・ダイクに売りに出されていると忠告しするために、友人に宛てた手紙が残されている。ヴァン・ダイクは1641年12月9日にロンドンで死去したため、ヴァン・ダイクは肖像画が到着する前に死去していたであろうが、購入を手配した可能性があり、遺産目録にはティツィアーノのアリオストの肖像画が記載されている。それはおそらくイングランド国王チャールズ1世によって購入された。1644年のチャールズ1世の目録には、おそらくヴァン・ダイクの遺産に由来するティツィアーノのアリオストの肖像画が記載されている。
確実な最初の記録は第4代ダーンリー伯爵ジョン・ブライのコレクションとしてであり、1824年までにコブハム・ホールに収蔵されていた。ジョン・ブライとその子孫は、イギリス美術促進協会、1857年にマンチェスター美術名宝博覧会、および王立美術アカデミーでこの作品を数回展示し、現在は複製と見なされているかつてメントモア・タワーズで展示されたバージョンと同様に、広く知られるようになった。その後、肖像画は1904年にジョージ・ドナルドソン卿（Sir George Donaldson）に売却された。いくつかの交渉の後、ナショナル・ギャラリーは、起業家アルフレッド・ベイト、初代アイヴァー伯爵エドワード・セシル・ギネス、第2代アスター子爵ウォルドーフ・アスター、アメリカ合衆国のモルガン財閥の創始者ジョン・ピアポント・モルガン、イギリス政府などからの寄付により、ドナルドソンの購入価格の30,000ポンドで購入した。
多くの寄付による『キルトの袖をつけた男の肖像』の購入は、英国貴族のコレクションが所有する優れた作品が大西洋を越えて新大陸に持ち込まれるをなすすべなく許していた20年以上を経て、ある種の転換点となった。ただし、1890年にはラドナー伯爵家に由来するハンス・ホルバインの『大使たち』（Die Gesandten）を含む作品群の購入に対して、政府から25,000ポンドの補助金が与えられたという前例があった。同様の段取りにより、1909年に7万2000ポンドで購入されたホルバインの『デンマークのクリスティーナの肖像』（Christina of Denmark, Duchess of Milan）や、1911年に4万ポンドで購入されたヤン・ホッサールトの『東方三博士の礼拝』（Anbetung der Könige）がナショナル・ギャラリーに収蔵されることになる。

## ギャラリー
関連作品

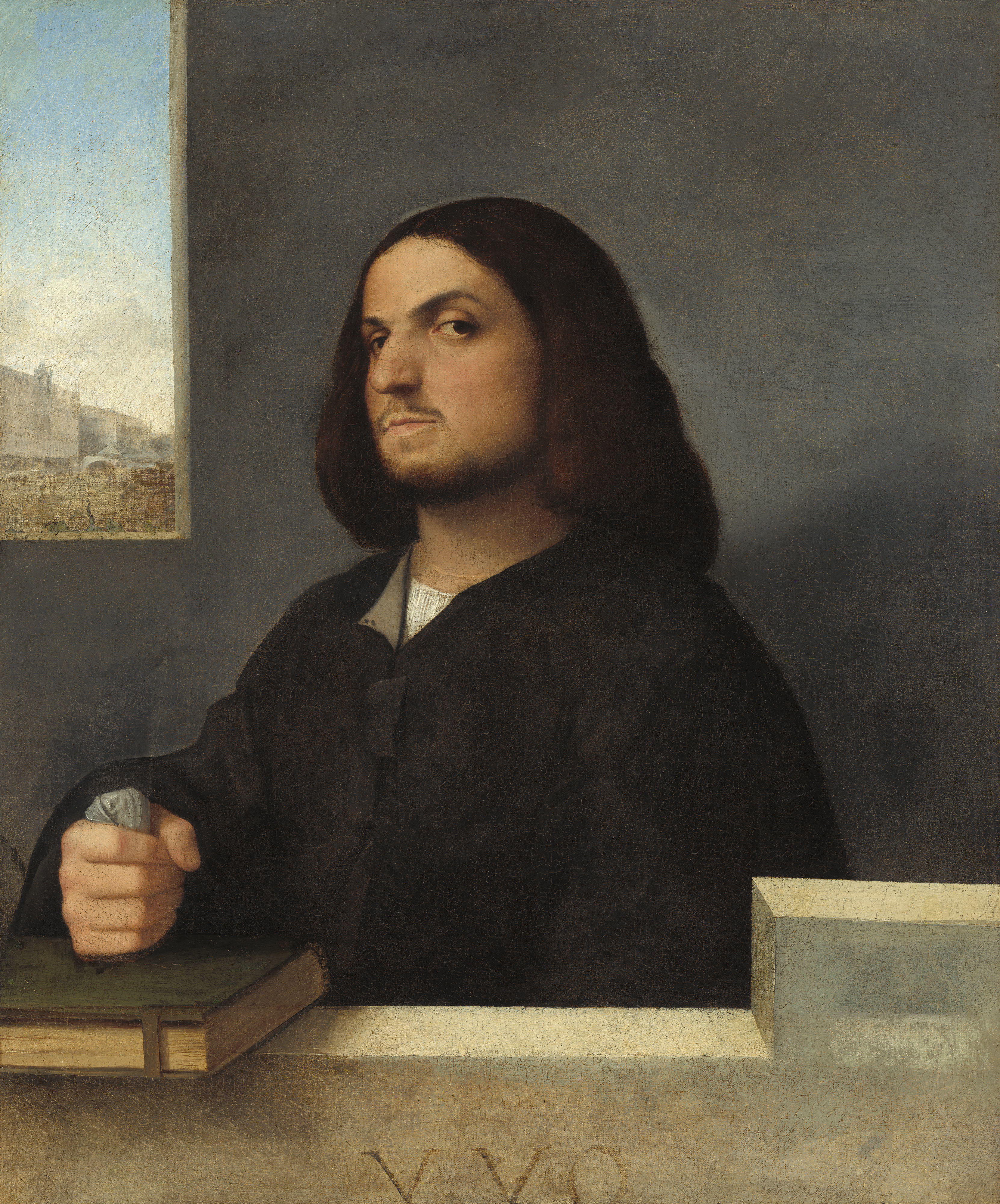
ジョルジョーネ『本を持つ紳士の肖像』1505年ごろ 絵画館所蔵
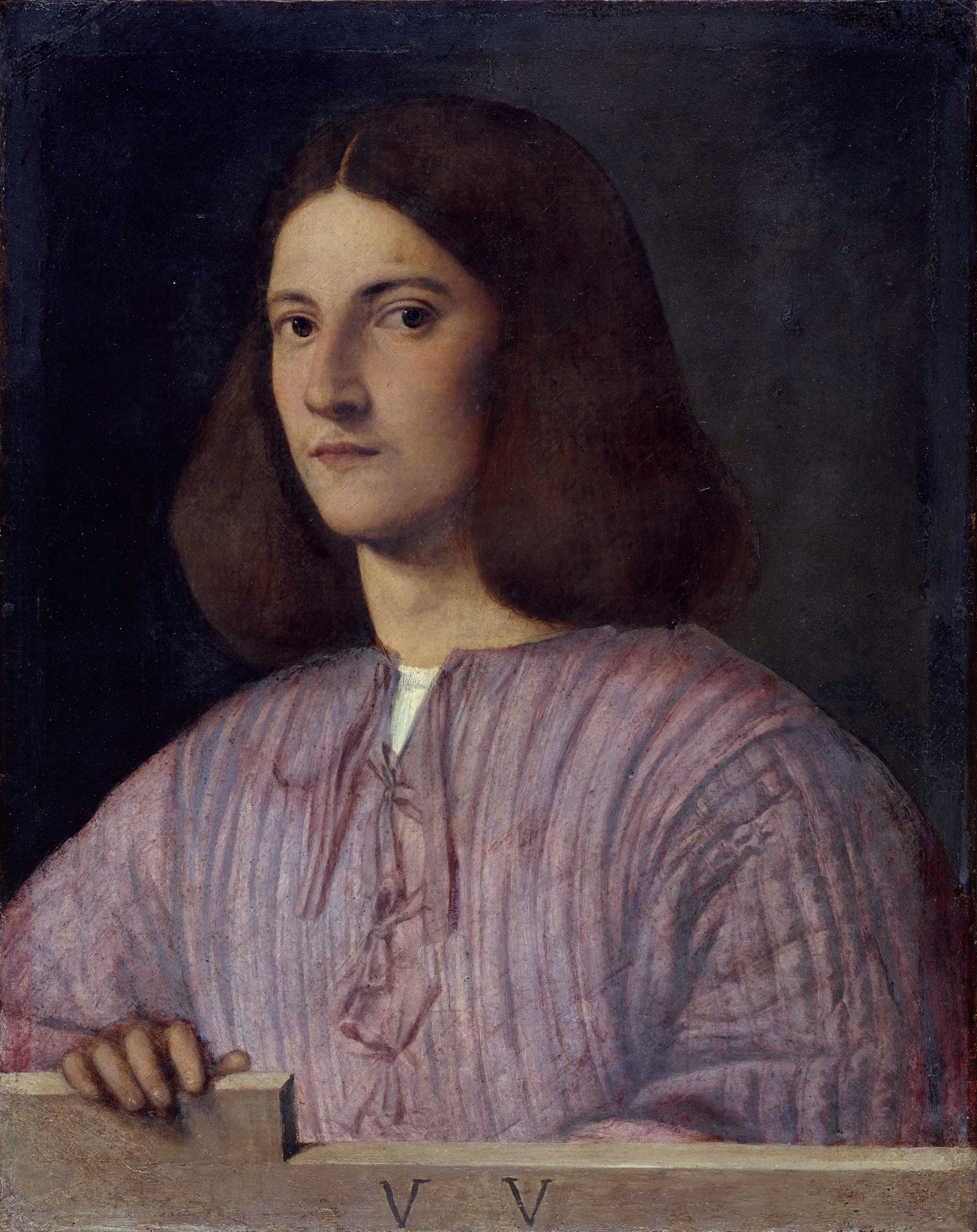
ジョルジョーネ『ジュスティニアーニの肖像』1510年-1515年ごろ ナショナル・ギャラリー・オブ・アート所蔵
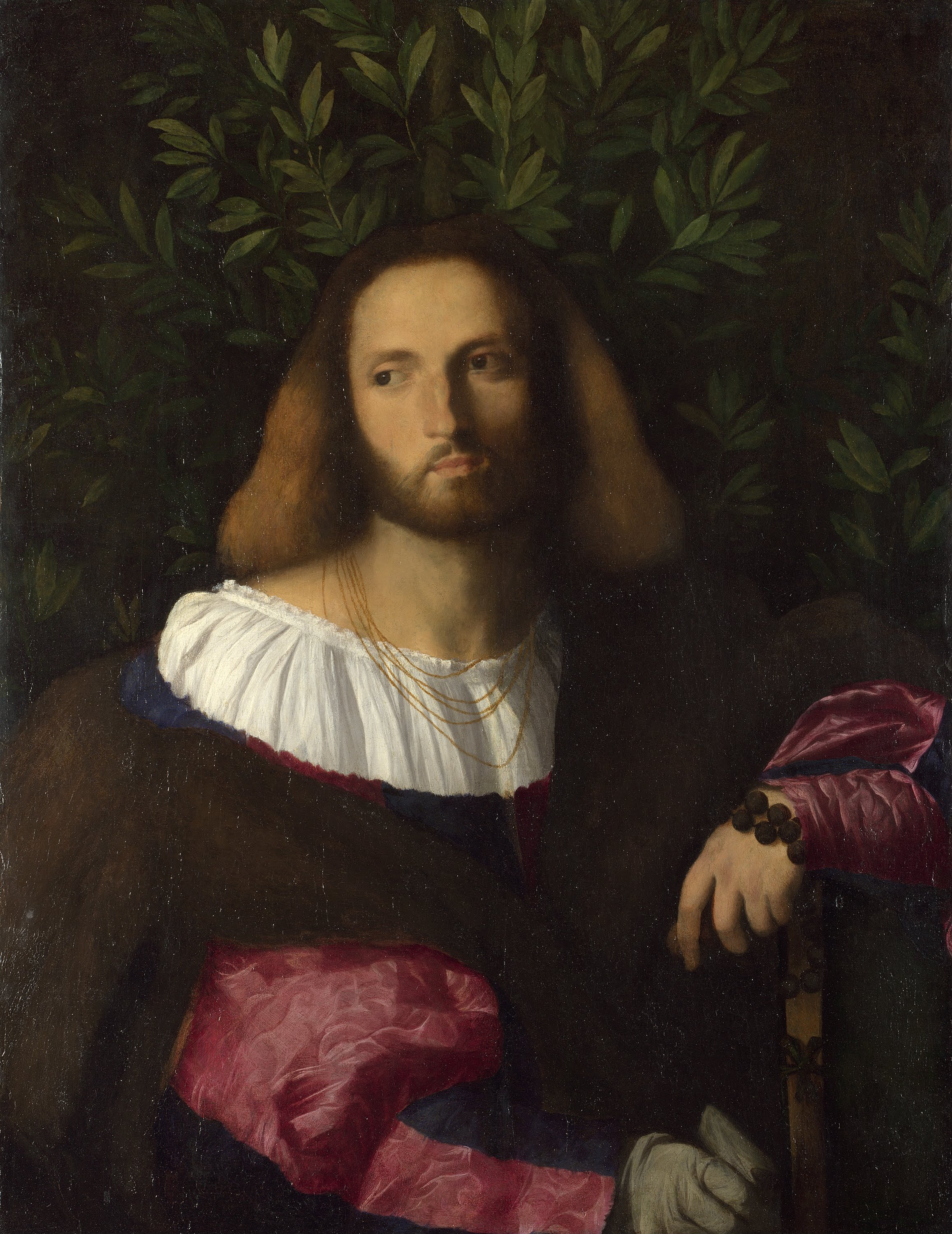
パルマ・イル・ヴェッキオ『詩人の肖像』1516年ごろ ナショナル・ギャラリー所蔵
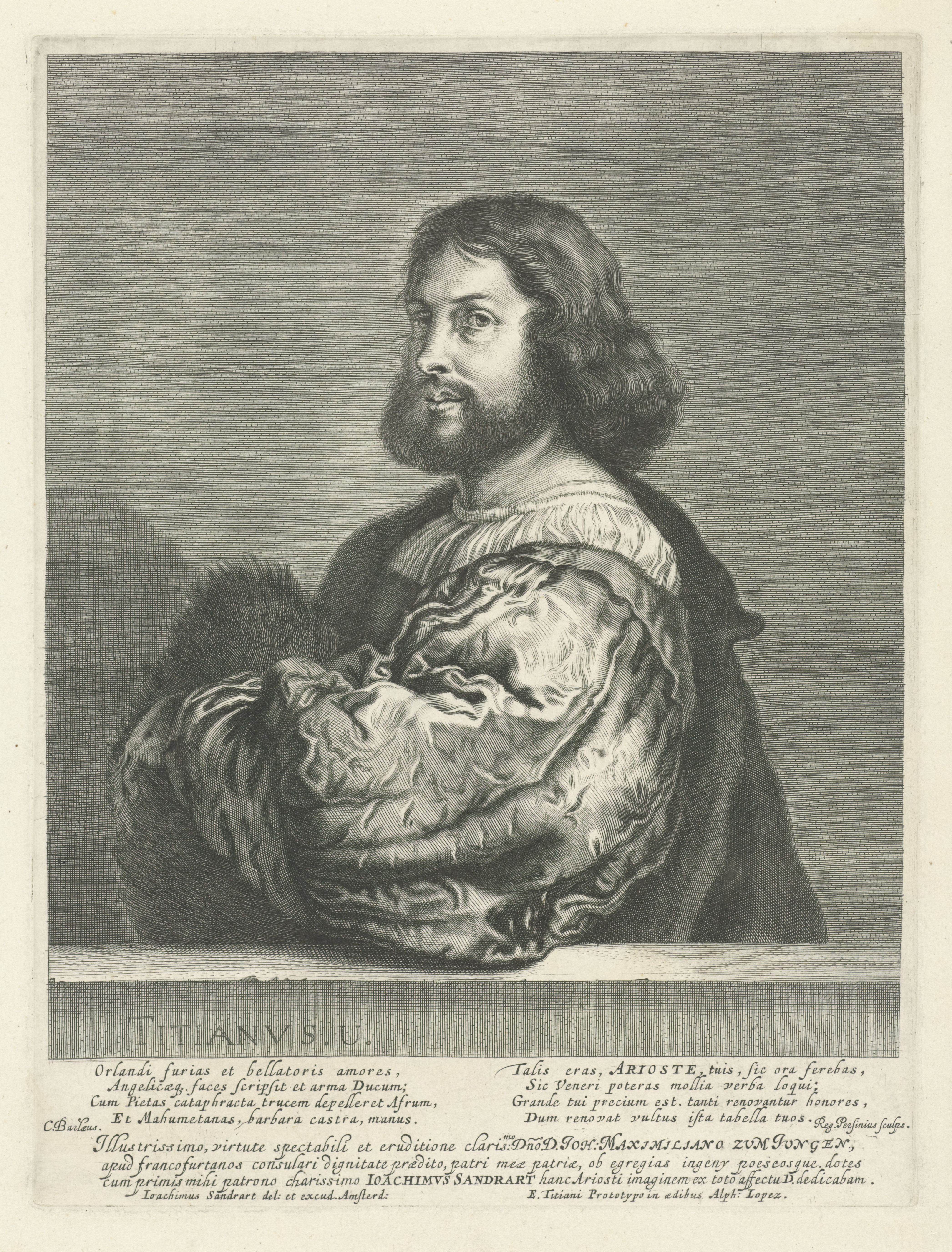
レイニエル・ファン・ペルサイン（英語版）の素描に基づくヨアヒム・フォン・ザンドラルト『ルドヴィーコ・アリオストの肖像』1639年から1641年の間